# توت منشاري
توت منشاري (الاسم العلمي:Morus serrata ) هي نوع نباتي يتبع جنس التوت من الفصيلة التوتية.  